# Emmanouil Siopis
Emmanouil Siopis (en griego: Εμμανουήλ "Μανώλης" Σιώπης; Tychero, 14 de mayo de 1994), también conocido como Manolis Siopis, es un futbolista griego que juega en la demarcación de centrocampista para el Panathinaikos F. C. de la Superliga de Grecia.

## Selección nacional
Hizo su debut con la selección de fútbol de Grecia el 30 de mayo de 2019 en un encuentro amistoso contra Turquía, partido que finalizó con un resultado de 2-1 a favor del combinado turco tras los goles de Cengiz Ünder y Kenan Karaman para Turquía, y de Dimitris Kourbelis para Grecia.

## Clubes
| Club                     | País    | Año       | Partidos | Goles |
| ------------------------ | ------- | --------- | -------- | ----- |
| Olympiacos F. C.         | Grecia  | 2013      | 1        | 0     |
| Platanias F. C. (cedido) | Grecia  | 2013-2014 | 18       | 0     |
| Panionios F. C.          | Grecia  | 2014-2017 | 101      | 0     |
| Olympiacos F. C.         | Grecia  | 2017      | 3        | 0     |
| Panionios F. C. (cedido) | Grecia  | 2017-2018 | 19       | 0     |
| Aris Salónica F. C.      | Grecia  | 2018-2019 | 27       | 1     |
| Alanyaspor               | Turquía | 2019-2021 | 73       | 0     |
| Trabzonspor              | Turquía | 2021-2023 | 77       | 0     |
| Cardiff City F. C.       | Gales   | 2023-2025 | 64       | 0     |
| Panathinaikos F. C.      | Grecia  | 2025-     | 15       | 0     |

## Palmarés

### Títulos nacionales
| Título               | Club        | País    | Año  |
| -------------------- | ----------- | ------- | ---- |
| Superliga de Turquía | Trabzonspor | Turquía | 2022 |
| Supercopa de Turquía | Trabzonspor | Turquía | 2022 |